# Петниста трипръстка
Петнистата трипръстка (Turnix tanki) е вид птица от семейство Трипръсткови (Turnicidae).

## Разпространение
Видът е разпространен в Бангладеш, Бутан, Виетнам, Индия, Камбоджа, Китай, Лаос, Мианмар, Непал, Пакистан, Русия, Северна Корея, Тайланд и Южна Корея.